# Dolichopus beatus
Dolichopus beatus är en tvåvingeart som beskrevs av Van Duzee 1921. Dolichopus beatus ingår i släktet Dolichopus och familjen styltflugor.
Artens utbredningsområde är Idaho. Inga underarter finns listade i Catalogue of Life.